# Clàssica de Sant Sebastià 1985
La Clàssica de Sant Sebastià 1985, 5a edició de la Clàssica de Sant Sebastià, és una cursa ciclista que es va disputar el 16 d'agost de 1985 sobre un recorregut de 244 km.
El vencedor final fou el neerlandès Adrie van der Poel (Kwantum), que s'imposà a l'esprint al basc Iñaki Gastón (Reynolds) i l'andalús Juan Fernández.

## Classificació general
|   | Ciclista                            | Equip         | Temps      |
| - | ----------------------------------- | ------------- | ---------- |
| 1 | Adrie van der Poel (NED)            | Kwantum       | 5h 52' 32" |
| 2 | Iñaki Gastón (ESP)                  | Reynolds      | m. t.      |
| 3 | Juan Fernández (ESP)                | Zor           | m. t.      |
| 4 | Miquel Àngel Iglesias (ESP)         | Kelme         | m. t.      |
| 5 | Niki Rüttimann (SUI)                | La Vie Claire | m. t.      |
| 6 | Antoni Esparza (ESP)                | Kelme         | m. t.      |
| 7 | Imanol Murga Sáez de Ormijana (ESP) | Seat-Orbea    | m. t.      |
| 8 | Ángel Camarillo (ESP)               | Zor           | m. t.      |
| 9 | Álvaro Pino (ESP)                   | Zor           | m. t.      |